# جيري هيرمان
جيري هيرمان (بالإنجليزية: Jerry Herman)‏ هو كاتب أغاني وعازف بيانو وملحن وشاعر أمريكي، ولد في 10 يوليو 1931 في نيويورك في الولايات المتحدة.

## وصلات خارجية
- الموقع الرسمي
- جيري هيرمان على موقع IMDb (الإنجليزية)
- جيري هيرمان على موقع الموسوعة البريطانية (الإنجليزية)
- جيري هيرمان على موقع ميوزك برينز (الإنجليزية)
- جيري هيرمان على موقع قاعدة بيانات برودواي على الإنترنت (الإنجليزية)
- جيري هيرمان على موقع قاعدة بيانات برودواي على الإنترنت (الإنجليزية)
- جيري هيرمان على موقع إن إن دي بي (الإنجليزية)
- جيري هيرمان على موقع أول ميوزيك (الإنجليزية)
- جيري هيرمان على موقع ديسكوغز (الإنجليزية)
- جيري هيرمان على موقع قاعدة بيانات الفيلم (الإنجليزية)